# Голубянка поблекшая
Голубянка поблекшая или Голубянка Марцида (лат. Polyommatus marcida) — вид бабочек из семейства голубянок.

## Описание
Длина переднего крыла 13-14 мм. Сверху крылья оливково-бронзовые с узким черным краем, который на задних крыльях соприкасается с темными пятнышками между жилками, низ крыльев буровато-серый. Передние крылья без глазков у корня, на внешнем поле — полный ряд черных точек в белых ободках, такие же точки на задних крыльях образуют своеобразный рисунок. Пятно на центральной жилке передних крыльев продолговатое, черное, а на задних треугольное, белое. Бахрома белая. Размах крыльев 35—37 мм.

## Распространение
Азербайджан (где вид известен только лишь в предгорьях Талыша), Иран, Ирак.

## Образ жизни
Летает в июне, предпочитая небольшие овраги, с ручейками. Гусеница в июле — августе питается листьями диких бобовых, затем окукливается. Куколка зимует. В году дает одно поколение.

## Факторы исчезновения
Хозяйственная деятельность (выпас скота, промышленные разработки, облесение).